# Giampaolo Crepaldi
Giampaolo Crepaldi, italijanski rimskokatoliški nadškof, * 29. september 1947, Pettorazza Grimani.